# Auxacia bilineella
Auxacia bilineella är en fjärilsart som beskrevs av Émile Louis Ragonot 1887. Auxacia bilineella ingår i släktet Auxacia och familjen mott. Inga underarter finns listade i Catalogue of Life.